# Marina (California)
Marina, fundada en 1975, es una ciudad ubicada en el condado de Monterrey en el estado estadounidense de California. En el año 2000 tenía una población de 25 101 habitantes y una densidad poblacional de 1008,1 personas por km².

## Geografía
Marina se encuentra ubicada en las coordenadas 36°41′04″N 121°48′08″O / 36.68444, -121.80222. Según la Oficina del Censo, la ciudad tiene un área total de 24,9 km² (9,6 mi²), de la cual 22,7 km² (8,8 mi²) es tierra y 2,2 km² (0,8 mi²) (8,85 %) es agua.

## Demografía
Según la Oficina del Censo en 2000 los ingresos medios por hogar en la localidad eran de $43 000, y los ingresos medios por familia eran $46 139. Los hombres tenían unos ingresos medios de $43 139 frente a los $26 679 para las mujeres. La renta per cápita para la localidad era de $18 860. Alrededor del 10,7 % de la población estaban por debajo del umbral de pobreza.